# Quaestus adnexus
Quaestus adnexus es una especie de escarabajo del género Quaestus, familia Leiodidae. Fue descrita por Schaufuss, LW en 1861.

## Distribución
Se encuentra en España.